# La stanza
La stanza è un film italiano del 2021 scritto e diretto da Stefano Lodovichi.
Prodotto dalla Lucky Red, il film è stato distribuito sulla piattaforma Prime Video a partire dal 4 gennaio 2021. Fuori dall'Italia è stato distribuito dalla medesima piattaforma con il titolo The Guest Room.

## Trama
Stella ha indossato l'abito da sposa e sta per gettarsi dalla finestra quando, un attimo prima che salti, uno sconosciuto si presenta alla porta e afferma di aver prenotato una stanza. La donna è restia a farlo entrare perché lei e suo marito Sandro non affittano più camere da tempo, tuttavia l'uomo - che si presenta come Giulio - la convince dapprima a farlo entrare per un bicchier d'acqua e poi a lasciarlo pernottare in quanto afferma di conoscere Sandro e che gli ha detto che tornerà entro sera. Lo sconosciuto insiste anche per pranzare e, sebbene Stella sia irremovibile, inizia ad armeggiare in cucina, tra l’altro con addosso i vestiti di Sandro, per preparare un piatto molto familiare alla donna. Stella nota subito di avere molte cose in comune con l’uomo (lei avrebbe sempre voluto andare in Giappone e lui ha vissuto lì molto anni) che riesce così a conquistare la sua fiducia, al punto che entrambi si aprono sulle rispettive vite private e finiscono per ballare sulle note di Stella stai di Umberto Tozzi.
Quando però Sandro, allarmato dai messaggi di Stella sull’arrivo di uno sconosciuto, rincasa, l'atmosfera cambia radicalmente: lo sconosciuto tramortisce entrambi, li ammanetta a due sedie ai lati opposti del tavolo da pranzo e inizia a interrogare Sandro finché l’uomo confessa che non solo ha un’altra donna, Linda, ma ha anche un altro figlio, Alex, e che li ama molto di più rispetto a quanto ami Stella e loro figlio. Lo scopo dello sconosciuto è che Sandro chieda scusa a Stella per il trauma che ha causato a loro bambino tradendo la madre nella stanza accanto alla sua: il bambino, infatti, è da molto tempo che vive recluso nella sua stanza perché convinto che quello sia l'unico posto sicuro in cui stare. Sandro si scusa per i tradimenti ma incolpa Stella per la reclusione del figlio.
Poco dopo, Sandro riesce a liberarsi, tramortisce lo sconosciuto e, invece di libere Stella, tenta la fuga scoprendo però che l’uomo ha inchiodato tutte le porte e le finestre del piano terra. Mentre lo sconosciuto si riprende e fa dire a Stella come si chiama suo figlio - si chiama Giulio - facendole così capire che è lui cresciuto (ha anche con sé la lettera d’addio che Stella ha appena scritto ma che appare vecchia e sciupata), Sandro scappa al piano di sopra in cerca di una via di fuga. È proprio sul davanzale di una finestra di una stanza del piano di sopra che lo sconosciuto trova Sandro e lo pone di fronte a una scelta: suicidarsi o provare a raggiungere la porta prima che sia lui ad ucciderlo. Sandro decide nuovamente di tentare la fuga ma, ovviamente, lo sconosciuto lo blocca e inizia a torturarlo.
Mentre Sandro viene torturato, Stella che è riuscita a liberarsi, cerca invano di convincere il figlio a scappare, poi affronta lo sconosciuto e lo accoltella. Ferito, lo sconosciuto ribadisce di essere il piccolo Giulio venuto dal futuro e mostra le prove video del suo crimine: circa 40 anni dopo quella sera ha ucciso Linda e Alex. A questo punto dà un ultimatum al padre: suicidarsi ora per salvare le vite dei suoi cari. Se Sandro muore ora infatti, Stella non si suiciderà e Giulio non sarà dato in adozione da Sandro che gli preferisce l’altra famiglia e così Giulio non li ucciderà. Sandro decide di tagliarsi i polsi e poi lo sconosciuto, per affrettare le cose, lo finisce soffocandolo. 
È così che lo sconosciuto, chiedendosi se Sandro si sarebbe suicidato anche per salvare lui e Stella, si sdraia sul letto aspettandosi di sparire nel nulla, cosa che però non accade così si rende conto di essersi sbagliato: non è Sandro che l'ha trasformato nell'assassino che è diventato, bensì Stella. Lo sconosciuto inizia così a rinfacciare a Stella di aver amato sempre più Sandro che lui - non l’ha mai neanche abbracciato - e la donna, alla fine, ammette di aver chiesto lei al figlio di rimanere chiuso in camera quando Sandro era a casa perché temeva che fosse la sua presenza a spingere l’uomo ad andarsene. Lo sconosciuto tenta così di uccidere Stella che però trova riparo nella stanza del piccolo Giulio dove, dopo aver cercato ancora una via di fuga dalla finestra, decide di affrontare il suo destino e, dopo aver fatto credere al figlio che il dinosauro che le offre per difendersi poteva davvero salvarli, abbraccia con vero affetto il figlio. In quel preciso momento che lo sconosciuto svanisce giacché i presupposti affinché un bambino innocente si trasformi in un assassino non ci sono più. Stella infatti ha deciso di investire le sue energie non più nell'autocommiserazione ma a crescere e amare il proprio figlio, liberandolo dall'isolamento che gli ha imposto e iniziando finalmente a vivere una vita normale.

## Produzione
Durante il lockdown imposto dal governo italiano a causa della pandemia da COVID-19, il regista Stefano Lodovichi ha maturato l'intenzione di girare un film sul fenomeno degli hikikomori, ragazzi che scelgono volontariamente di recludersi nella propria stanza senza uscirne per alcun motivo. Il film avrebbe dovuto essere un documentario tuttavia, andando avanti con la scrittura dell'opera, il regista ha preferito creare una storia di finzione che trattasse l'argomento in maniera tale da individuare le ragioni di questo fenomeno sociale negli stimoli ricevuti all'interno di una famiglia odierna. La scelta di ambientare il film interamente all'interno di un'abitazione è funzionale nell'affrontare queste tematiche.

## Accoglienza
Paola Casella di Mymovies assegna 2,5 stelle su 5 al film, lodando fortemente l'interpretazione di Guido Caprino ma segnalando alcune criticità nella sceneggiatura senza le quali l'opera sarebbe risultata più cinematograficamente credibile.